# Kurushima-Inseln
Die Kurushima-Inseln (japanisch 来島群島 Kurushima-guntō) sind eine japanische Inselgruppe in der Seto-Inlandsee.

## Geografie
Die Kurushima-Inseln bilden den südwestlichsten Teil der Geiyo-Inseln, die die beiden Meeresregionen Hiuchi-nada und Iyo-nada der Inlandsee voneinander trennen. Die Kurushima-Inseln bestehen aus zwei geographisch getrennten Gruppen: eine nördliche Gruppe um die Insel Umashima in der Kurushima-Straße (来島海峡 Kurushima-kaikyō) zwischen der Takanawa-Halbinsel im Nordwesten Shikokus und der Insel Ōshima der Ochi-Inseln; sowie eine 11 km südöstlich gelegene Gruppe um die Insel Hiki-jima.
Über Umashima führt die Kurushima-Kaikyō-Brücke die die Insel mit Ōshima und der Takanawa-Halbinsel verbindet.
Administrativ gehört die Inselgruppe zur Großstadt Imabari.

## Inseln
| Name                                        | japanisch   | Fläche [km²] | Höhe [m] | Einwohner (2010) | Koordinaten                   |
| ------------------------------------------- | ----------- | ------------ | -------- | ---------------- | ----------------------------- |
| Nördliche Gruppe                            |             |              |          |                  |                               |
| Oshima                                      | 小島        | 0,50         | 100,0    | 25               | 34° 7′ 30″ N, 132° 58′ 45″ O  |
| Umashima                                    | 馬島        | 0,50         | 88,0     | 25               | 34° 7′ 0″ N, 132° 59′ 35″ O   |
| Kurushima                                   | 来島        | 0,04         | 42,0     | 23               | 34° 7′ 5″ N, 132° 58′ 10″ O   |
| Südliche Gruppe                             |             |              |          |                  |                               |
| Hiki-jima                                   | 比岐島      | 0,30         | 57,5     | 3                | 34° 3′ 30″ N, 133° 6′ 0″ O    |
| Kohiki-jima                                 | 小比岐島    |              | 64,0     | —                | 34° 3′ 40″ N, 133° 6′ 37″ O   |
| Tsubushima                                  | 粒島        |              |          | —                | 34° 3′ 55″ N, 133° 5′ 40″ O   |
| Jinotsubushima                              | 地粒島      |              |          | —                | 34° 3′ 43,5″ N, 133° 5′ 45″ O |
| Matsushima / Hachijima                      | 松島/ハチ島 |              |          | —                | 34° 3′ 33,5″ N, 133° 5′ 36″ O |
| Karte mit allen Koordinaten: OSM \| WikiMap |             |              |          |                  |                               |